# Spueu Kha
Spueu Kha es una comuna (khum) del distrito de Ba Phnum, en la provincia de Prey Veng, Camboya. En marzo de 2008 tenía una población estimada de 6175 habitantes.
Se encuentra ubicada al sur del país, a escasa distancia de los ríos Mekong y Bassac, y de la frontera con Vietnam.